# حالت برانگیخته

ترازهای انرژی یک الکترون در یک اتم شامل حالت پایه (Ground state) و حالت‌های برانگیخته (Excited states). الکترون در حالت پایه با دریافت انرژی می‌تواند به حالت برانگیخته جهش کند.

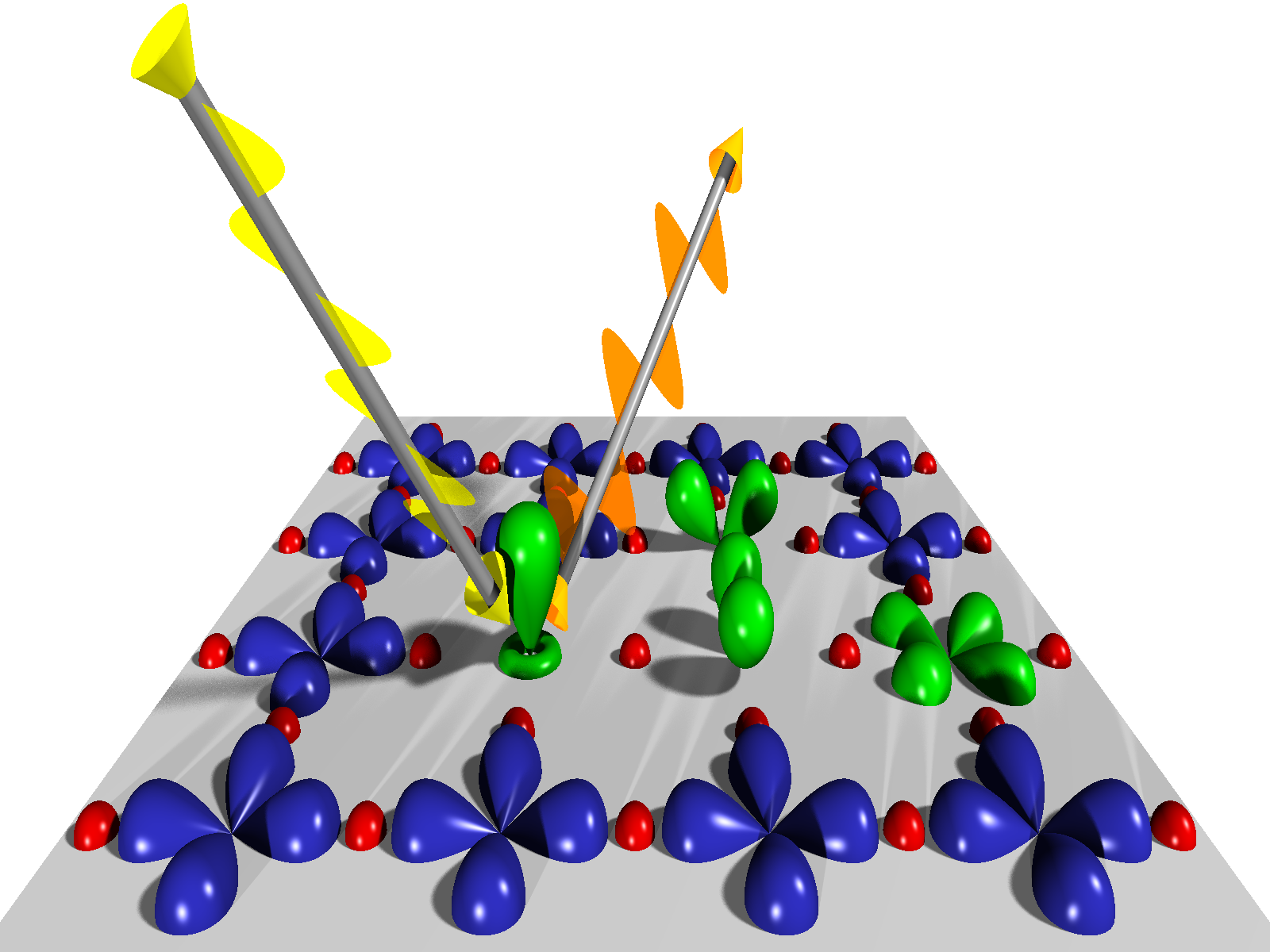
در این ابررسانا، حالت‌های برانگیخته سطح برخورد با رنگ سبز نشان داده شده‌اند.

به‌طور کلی حالت برانگیخته یا برانگیختگی یعنی افزایش انرژی یک سامانه نسبت به حالتی که کمترین انرژی ممکن را داراست. این مفهوم به‌طور خاص در مکانیک کوانتومی که در آن اتم‌ها دارای حالت‌های کوانتومی و ترازهای انرژی هستند کاربرد دارد.
در مکانیک کوانتومی حالت برانگیخته سیستم (اتم، مولکول یا هسته) یعنی هر حالت کوانتومی که انرژی آن بیشتر از انرژی حالت پایه باشد.
طول عمر سیستم در حالت برانگیخته کوتاه است. به‌طور لحظه‌ای یا با ساطع کردن یک فوتون یا فونون سیستم انرژی اضافی خود را آزاد می‌کند و به حالتی با انرژی پایین‌تر یا حالت پایه برمی‌گردد.
اگر طول عمر این حالت‌های برانگیخته زیاد باشد به آن‌ها شبه‌پایدار می‌گویند. ایزومرهای هسته‌ای با طول عمر زیاد و همچنین حالت اکسیژن یگانه مثال‌هایی از این حالتهای شبه‌پایدار هستند.

## برانگیختگی اتمی
مثال ساده‌ای از مفهوم برانگیختگی را می‌توان در اتم هیدروژن دید.
حالت پایه اتم هیدروژن مربوط به حالتی است که تنها الکترون آن در پایین‌ترین اربیتال (که مربوط به تابع موج با تقارن کروی است و کوچک‌ترین عدد کوانتومی ممکن را داراست) قرار دارد. اگر به اتم انرژی اضافه‌ای بدهیم (مثلاً با تاباندن فوتونی با انرژی خاص به اتم) الکترون می‌تواند به حالت برانگیخته یعنی حالتی که عدد کوانتومی آن بیشتر از عدد کوانتومی حالت "۱s" است برود. اگر انرژی فوتون خیلی زیاد باشد الکترون از اتم جدا شده و اتم به یون تبدیل می‌شود.
بعد از برانگیختگی ممکن است اتم با ساطع کردن یک فوتون با همان انرژی اولیه به حالت قبلی برگردد.
اتم هیدروژن با الکتریسیته و حرارت هم برانگیخته می‌شود.
یک هسته ی برانگیخته همواره می‌تواند با گسیل تابش الکترومغناطیسی یا تبدیل داخلی به حالت کم انرژی تر وابپاشد. در ساده‌ترین حالت، که در آن هر دو تراز مورد نظر، حالت‌های تک پروتونی هستند، واپاشی شامل گذار پروتون از حالت بالاتر به حالت پایین‌تر است. این، مانستهٔ گذار یک الکترون برانگیخته در اتم از یک تراز بالاتر به یک تراز پایین‌تر می‌باشد، که با گسیل امواج الکترومغناطیسی، یا بیرون انداختن الکترون همراه است.

## سطح برانگیخته
سطح برانگیخته سطحی است که الکترون بعد از جذب فوتون به آن سطح می‌رود. با ساطع کردن فوتونی که جذب شده الکترون می‌تواند به همان سطح اولیه‌اش بازگردد.
برای مثال مدل اتم هیدروژن را که ساده‌ترین اتم موجود است در نظر بگیرید. در این مدل یک الکترون به دور یک پروتون می‌چرخد. فاصله الکترون از هسته مشخص است. در حالت پایه که عدد کوانتومی برابر با یک است فاصله الکترون تا هسته  ۱۱- ۱۰ متر (شعاع بوهر) است. الکترون همچنین می‌تواند در اوربیتال‌های بزرگتری که مربوط به عددهای کوانتومی بزرگتر هستند قرار بگیرد.
شعاع هسته  ۱۵- ۱۰ است. اتم در حالت پایه ۱۰۰۰۰ بار بزرگتر از هسته است؛ یعنی اگر هسته به اندازه یک تیله باشد اتم به اندازه میدان آزادی خواهد بود.
الکترون می‌تواند از هر سطح انرژی با جذب فوتون به سطح بالاتر و با ساطع کردن فوتون به سطح پایین‌تر برود. اختلاف سطح اولیه و نهایی تعیین‌کننده طول موج و در نتیجه رنگ فوتون است.
اگر عدد کوانتومی سطح اولیه n_۱ و سطح نهاییn_۲ باشد طول موج فوتون مربوط از رابطه زیر به دست می‌آید:
{\displaystyle {\frac {1}{\lambda }}=R.({\frac {1}{n_{1}^{2}}}-{\frac {1}{n_{2}^{2}}})\!}
که در آن R = 1,1.107m − ۱ است.